# 大阪銀行協会
一般社団法人 大阪銀行協会（いっぱんしゃだんほうじんおおさかぎんこうきょうかい、Osaka Bankers Association）は、大阪府内に本店・支店を有する銀行で構成されている業界団体。略称「大銀協」。

## 概要
社員銀行は57行。
全国銀行協会が2022年（令和4年）11月に手形の電子交換所に移行したため、大阪銀行協会が運営していた日本最古の手形交換所である大阪手形交換所も廃止となった。また、それに伴い、翌年3月に事務所をダイビル本館 （北区中之島）に移転し、所有していた事務所不動産（中央区谷町）は、近鉄不動産に売却された。

## 沿革
- 1878年（明治11年）6月 - 在阪有力銀行数行によって月1回の会合の協議会がはじまる。
- 1879年（明治12年）8月 - 集会所「銀行苦楽部」を設置。
- 1881年（明治14年）5月 - 加盟銀行増加に伴い、「大阪同盟銀行集会所」に改称。
- 1897年（明治30年）9月 - 解散し、「大阪銀行集会所」を創設。
- 1907年（明治40年）8月 - 財団法人に改組。
- 1945年（昭和20年）9月 - 終戦に伴い解散、「社団法人大阪銀行協会」として再発足。
- 2012年（平成24年）4月 - 一般社団法人に移行、「一般社団法人大阪銀行協会」に改称。
- 2022年（令和4年）11月 - 大阪手形交換所を廃止。
- 2023年（令和5年）3月 - 事務所を中央区谷町から北区中之島のダイビル本館16階へ移転[3]。

## 社員銀行一覧
- みずほ銀行
- 三菱UFJ銀行
- 三井住友銀行
- りそな銀行
- 七十七銀行
- 群馬銀行
- 常陽銀行
- 千葉銀行
- 横浜銀行
- 第四北越銀行
- 八十二銀行
- 北陸銀行
- 北國銀行
- 福井銀行
- 静岡銀行
- 大垣共立銀行
- 十六銀行
- 三十三銀行
- 百五銀行
- 滋賀銀行
- 京都銀行
- 関西みらい銀行
- 池田泉州銀行
- 南都銀行
- 紀陽銀行
- 但馬銀行
- 鳥取銀行
- 山陰合同銀行
- 中国銀行
- 広島銀行
- 山口銀行
- 阿波銀行
- 百十四銀行
- 伊予銀行
- 四国銀行
- 福岡銀行
- 十八親和銀行
- 肥後銀行
- 大分銀行
- 宮崎銀行
- 鹿児島銀行
- 西日本シティ銀行
- 三菱UFJ信託銀行
- みずほ信託銀行
- 三井住友信託銀行
- SBI新生銀行
- あおぞら銀行
- 富山第一銀行
- 福邦銀行
- 愛知銀行
- 名古屋銀行
- 中京銀行
- みなと銀行
- トマト銀行
- 徳島大正銀行
- 香川銀行
- 愛媛銀行
- 高知銀行

## 会長・副会長
任期は1年。
- 2015年6月～ - 会長：池田泉州銀行頭取 藤田博久
- 2016年6月～ - 会長：三菱東京UFJ銀行頭取 小山田隆、副会長：池田泉州銀行頭取 藤田博久[4]。
- 2017年6月～ - 会長：りそな銀行社長 東和浩、副会長：大正銀行頭取 吉田雅昭
- 2018年6月～ - 会長：三井住友銀行頭取 髙島誠、副頭取：近畿大阪銀行社長 中前公志[5]。
- 2019年6月～ - 会長：池田泉州銀行頭取 鵜川淳、副会長：関西みらい銀行社長 菅哲哉[6]。
- 2020年6月～ - 会長：りそな銀行社長 岩永省一[7]。
- 2021年6月～ - 会長：三菱UFJ銀行頭取 半沢淳一、副会長：関西みらい銀行社長 菅哲哉
- 2022年6月～ - 会長：三井住友銀行頭取 髙島誠、副会長：池田泉州銀行頭取 鵜川淳[8]。
- 2023年6月～ - 会長：池田泉州銀行頭取 鵜川淳、副会長：関西みらい銀行社長 西山和宏[9]。